# (18649) Fabrega
Pour les articles homonymes, voir Fabrega.
(18649) Fabrega est un astéroïde de la ceinture principale.

## Description
(18649) Fabrega est un astéroïde de la ceinture principale. Il fut découvert le 24 mars 1998 à Caussols par le projet ODAS. Il présente une orbite caractérisée par un demi-grand axe de 2,78 UA, une excentricité de 0,14 et une inclinaison de 8,7° par rapport à l'écliptique.

## Compléments